# Garrigues, Tarn

Garrigues este o comună în departamentul Tarn din sudul Franței. În 2009 avea o populație de 291 de locuitori.

## Evoluția populației
| An        | 1975 | 1982 | 1990 | 1999 | 2006 | 2009 |
| --------- | ---- | ---- | ---- | ---- | ---- | ---- |
| Populație | 116  | 153  | 154  | 213  | 285  | 291  |